# Mopti
Mopti er en by i det centrale Mali, med et indbyggertal på cirka 118.000. Byen ligger ved Nigerflodens bred, ca. 650 kilometer nordøst for hovedstaden Bamako.